# Area metropolitana di San Angelo

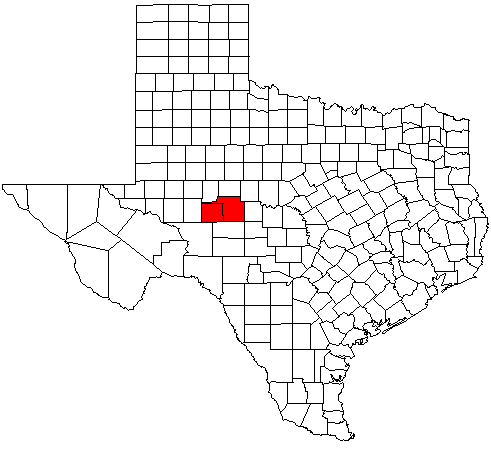
La mappa del Texas, in rosso l'area metropolitana di San Angelo

L'area metropolitana di San Angelo è un'area metropolitana nel Texas occidentale che copre due contee: Tom Green e Irion. Al censimento del 2010, l'area metropolitana aveva una popolazione di 111.823 abitanti, con una stima del 2014 di 118.182 abitanti.

## Contee
- Irion
- Tom Green

## Comunità

### Città
- San Angelo (città principale)
- Mertzon

### Census-designated place
- Christoval
- Grape Creek

### Località non incorporate
- Barnhart
- Carlsbad
- Knickerbocker
- Sherwood
- Tankersley
- Vancourt
- Veribest
- Wall
- Water Valley